# Expuesta
Expuesta es una película documental argentina dirigida por Eduardo Raspo.
La cinta fue nominada a mejor canción original por el tema X-puesta escrita por Hilda Lizarazu y Federico Melioli en la 71° edición de los Premios Cóndor de Plata.

## Sinopsis
Expuesta pone en valor el excepcional archivo fotográfico de Andy Cherniavsky, uno de los fotógrafos más reconocidos y reputados de nuestro país y de Latinoamérica. Como fotógrafo, Andy Cherniavsky ha sabido hacerse un hueco único en un mundo que durante décadas ha sido dominio de los hombres, como es el del rock nacional.

## Premios y nominaciones
| Premio                  | Fecha              | Categoría              | Nominado | Resultado | Ref.  |
| ----------------------- | ------------------ | ---------------------- | -------- | --------- | ----- |
| Premios Cóndor de Plata | 22 de mayo de 2023 | Mejor canción original | X-puesta | Nominado  | [ 1 ] |